# Suraj Mal

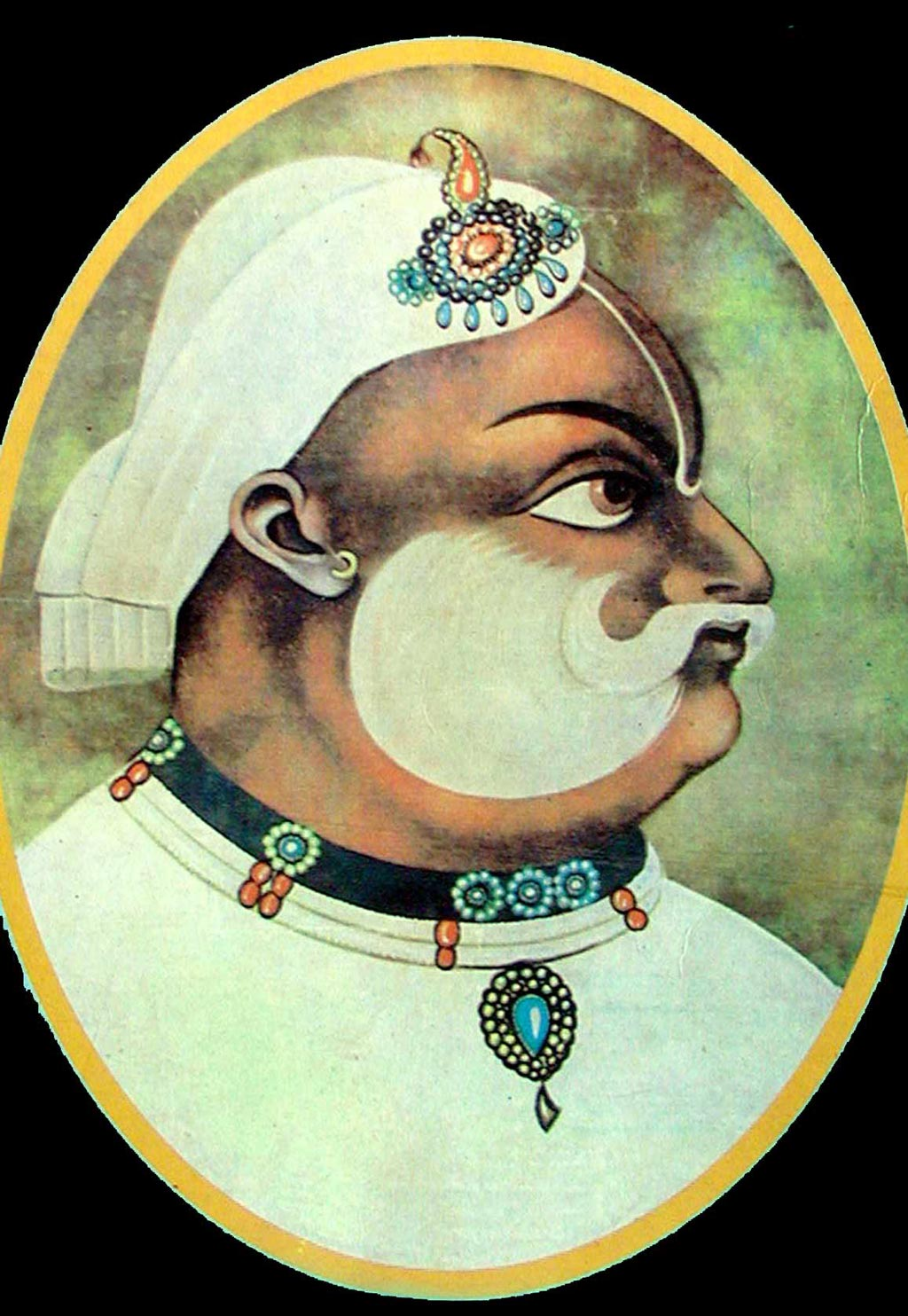
Maharaja Suraj Mal von Bharatpur (reg. 1756–1763)

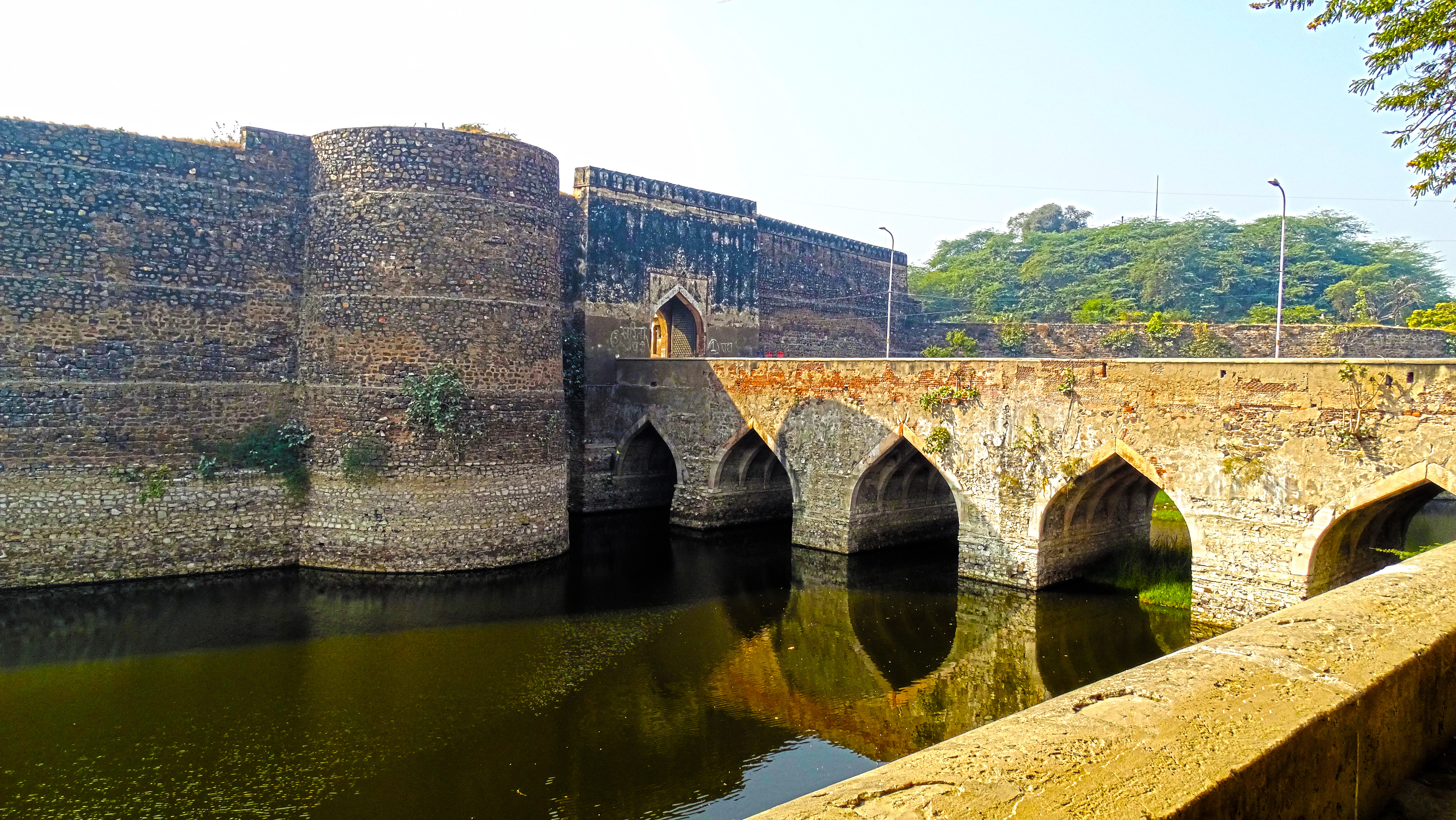
Fort von Bharatpur

Maharaja Suraj Mal (* 13. Februar 1707; † 25. Dezember 1763 bei Delhi) war der bedeutendste historische Repräsentant der Volksgruppe der Jats im Nordwesten Indiens.

## Biografie
Suraj Mal war der Sohn von Badan Singh (reg. 1722–1756), dem Gründer des unabhängigen Fürstenstaates von Bharatpur. Traditionell werden alle indischen Maharajas der Kriegerkaste (kshatriyas) zugerechnet, doch lehnten viele Jats das Kastensystem ab, da sie zugewandert und somit kastenlos waren. Im Jahr 1722 gründete Badan Singh das Fort und den Palast von Deeg, übertrug jedoch weitere Bauaktivitäten seinem Sohn Suraj Mal, dem Erbauer der Festung Kumher und des Lohagarh-Forts in Bharatpur. Dieser übernahm zunehmend auch militärische Aufgaben, in denen er sich sowohl mit den Moguln als auch mit den Marathen auseinandersetzen musste, und da Deeg zu nahe bei Agra, einer der Hauptstädte des Mogulreichs, gelegen war, verlegte er die Hauptstadt seines kleinen Reiches im Jahr 1743 in das weiter südöstlich gelegene Bharatpur. Drei Jahre darauf errang er in der Schlacht von Chandaus einen Sieg gegen das Mogul-Heer.
In den Thronstreitigkeiten nach dem Tod seines väterlichen Freundes Sawai Jai Singh II. von Jaipur im Jahr 1743 stellte er sich auf die Seite von dessen ältestem Sohn Ishwari Singh. Im Jahr 1748 gipfelte der Konflikt um die Thronfolge in der dreitägigen Schlacht von Bagru, an der wiederum auch Einheiten der Mogul-Armee teilnahmen; Suraj Mal ging am Ende erneut als Sieger hervor. Weitere kriegerische Auseinandersetzungen mit dem immer schwächer werdenden Mogulreich folgten und so konnte Suraj Mal im Mai 1753 sogar dessen Hauptstadt Delhi einnehmen. Im Folgejahr attackierten die Marathen die Festung Kumher, konnten sie jedoch nicht einnehmen – das Ganze endete mit einem Friedensvertrag. Weitere Konflikte der lokalen Mächte untereinander folgten; im Jahr 1761 konnte Suraj Mal Agra einnehmen, das noch bis 1774 unter der Kontrolle von Bharatpur verblieb.
Im Jahr 1763 übergab Suraj Mal einen Teil seiner Macht und seiner militärischen Aufgaben an seine Söhne Jawarhar Singh und Nahar Singh, die sich jedoch als wenig kompetent erwiesen. So entschloss sich Suraj Mal selbst einzugreifen und eroberte im Dezember 1763 die Stadt Farukh Nagar vor den Toren Delhis, doch am 25. Dezember wurde er in einem Hinterhalt getötet. Sein Kenotaph befindet sich in Govardhan (Uttar Pradesh).

## Kultur
Suraj Mal war ein Förderer der Künste. Viele der Bauten im Palast von Deeg gehen auf ihn zurück; das Lohagarh-Fort in Bharatpur gilt als eins der größten und bestbefestigten Forts in Rajasthan. An seinem Hofe weilten Musiker und Poeten.